# Ostrogowiec czerwony
Ostrogowiec czerwony, czerwony kozłek (Centranthus ruber) – gatunek rośliny z rodziny przewiertniowatych (Caprifoliaceae), z podrodziny Valerianoideae, dawniej wyodrębnianej zwykle jako rodzina kozłkowate (Valerianaceae). Pochodzi z basenu Morza Śródziemnego i Portugalii, ale został szeroko rozprzestrzeniony jako roślina ozdobna i w wielu miejscach rośnie zdziczały, nierzadko jest gatunkiem inwazyjnym (np. w zachodniej części USA i w Afryce Południowej).

## Morfologia

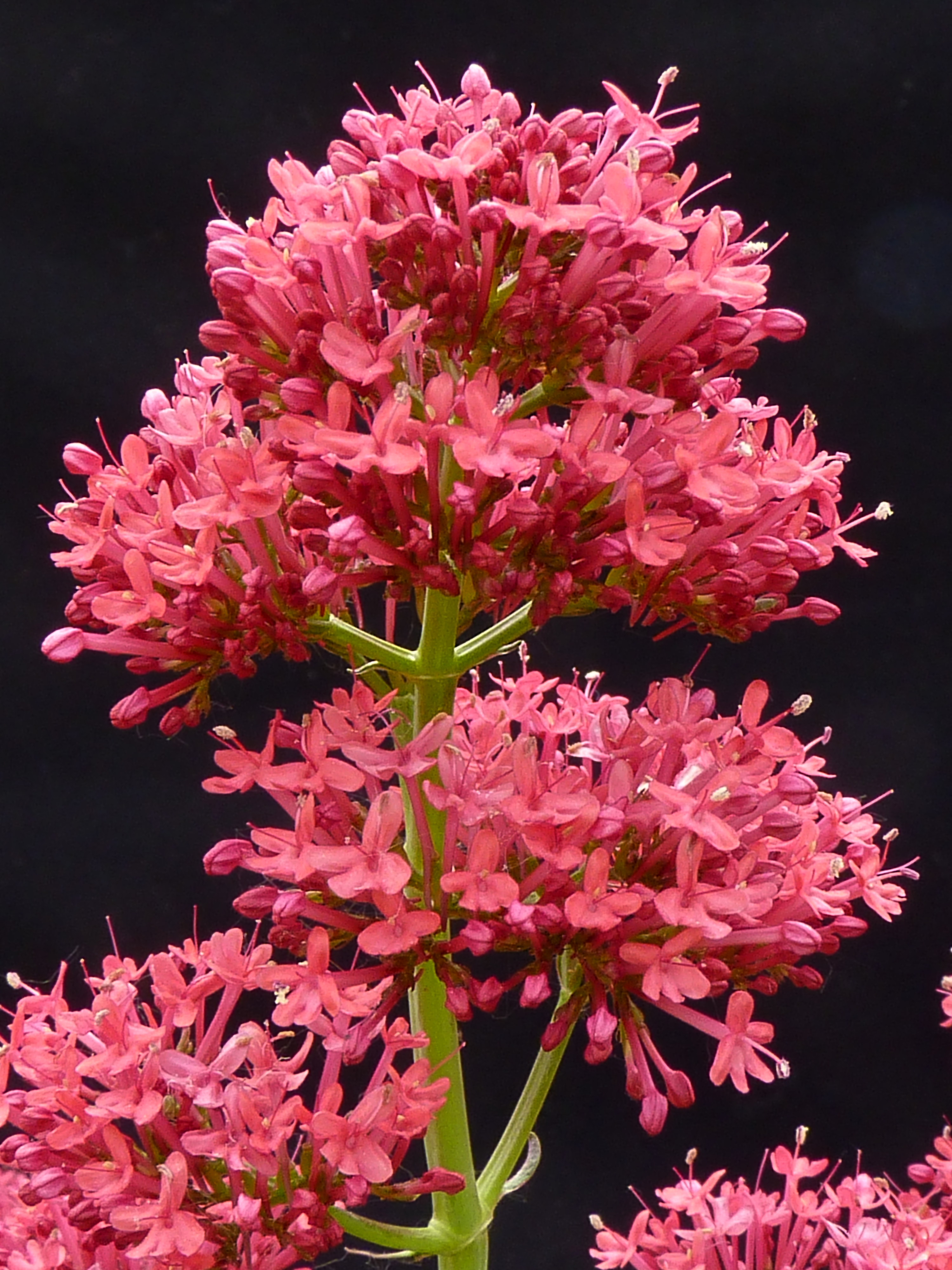
Kwiatostan

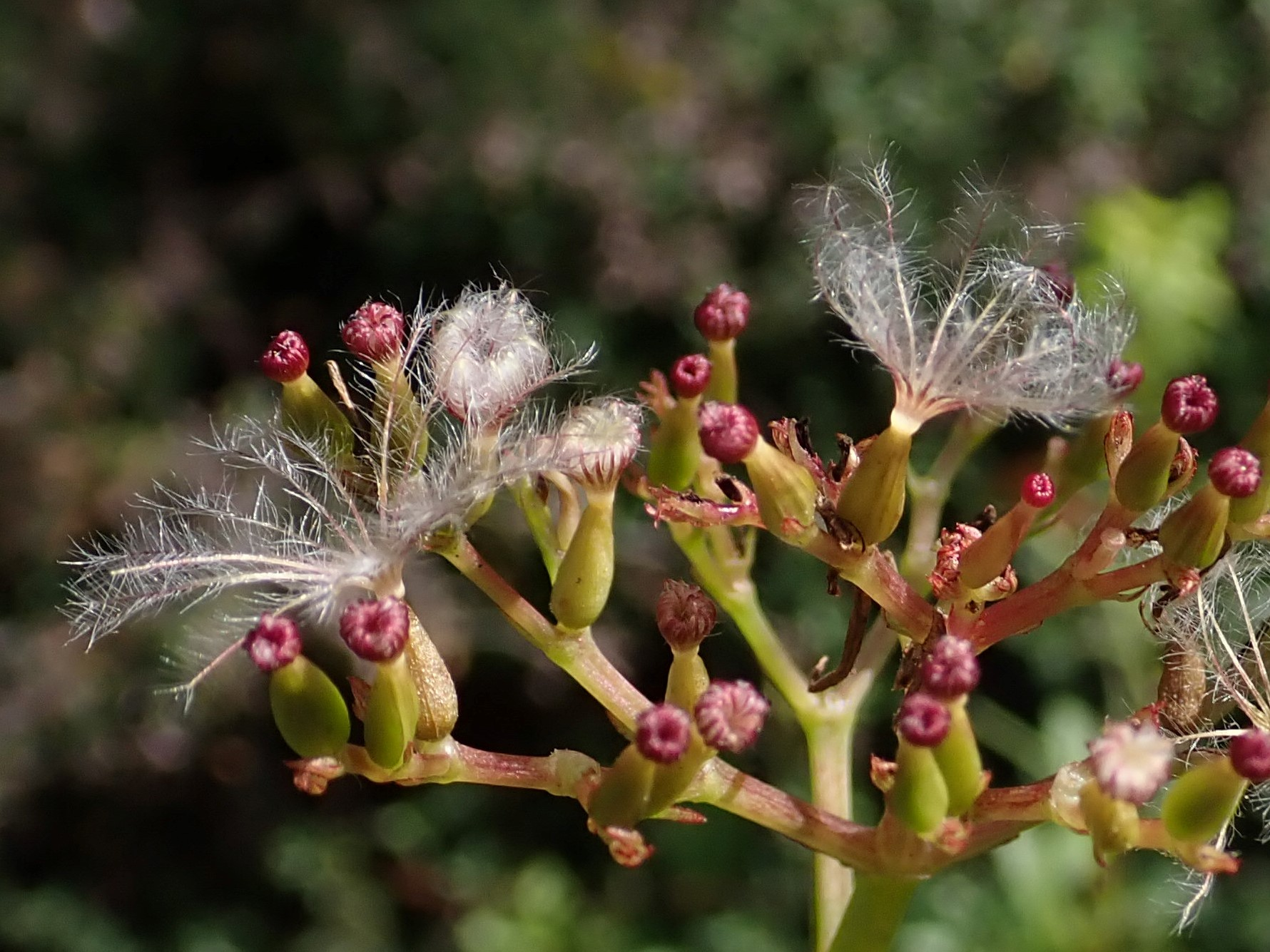
Owoce

PokrójRoślina wieloletnia, naga, kłączowa, o łodygach wznoszących się i zwykle rozgałęzionych, osiągających zwykle do 80 cm, maksymalnie do 100 cm wysokości.
LiścieUlistnienie naprzeciwległe. Liście niepodzielone, nieco mięsiste, niebieskawozielone, odziomkowe ogonkowe, wyższe siedzące, u nasady obejmujące łodygę. Blaszka lancetowata do jajowatej, o długości do 8, rzadko 12 cm i szerokości zwykle od 1 do 5 cm. Wierzchołek tępy lub ostry. Najwyższe liście czasem nieregularnie ząbkowane.
KwiatyZebrane na szczycie w gęste, trójdzielne wierzchotki. Korona kwiatu asymetryczna – rurkowata z ostrogą u nasady, na szczycie z 5 nierównymi łatkami. Korona ma barwę od różowej do ciemnoczerwonej. Osiąga do 7–10 mm długości, a ostroga 4–7, rzadko 9 mm długości.
OwoceNiełupki nagie do 4 mm długości, zwieńczone pęczkiem włosków.

## Biologia i ekologia
Bylina, choć stosunkowo krótkotrwała (rośnie przez kilka lat). W naturze rosnąca na terenach skalistych, jako gatunek zdziczały nierzadko rośnie na murach. Kwitnie od wiosny do jesieni (w Polsce od maja do lipca), przy czym kwiaty długo utrzymują się na roślinie.

## Systematyka i zmienność

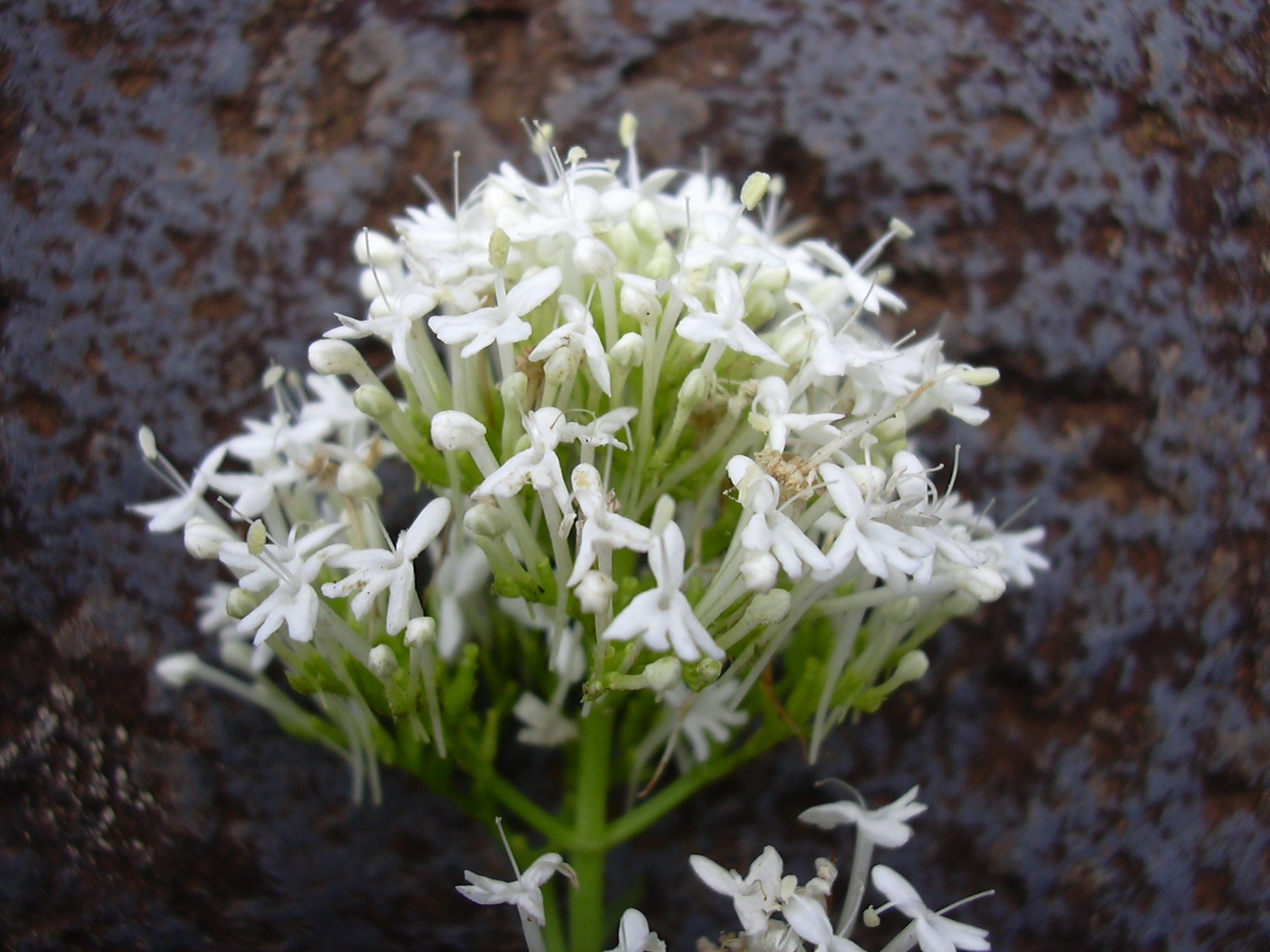
Forma o białych kwiatach

Gatunek z sekcji Centranthus z rodzaju Centranthus, dla którego jest gatunkiem typowym.
Wyróżnia się dwa podgatunki:
- Centranthus ruber subsp. ruber – podgatunek nominatywny
- Centranthus ruber subsp. sibthorpii (Heldr. & Sart. ex Boiss.) Hayek – takson wyróżniający się liśćmi lancetowatymi, zawsze całobrzegimi, na końcach tępymi, czasem o nieco większej koronie (od 5 do 11 mm długości) i dłuższej ostrodze (od 2 do 12 mm). Występuje w Grecji kontynentalnej i na wyspach Morza Egejskiego oraz w południowej Albanii[5].

## Uprawa
Gatunek łatwy w uprawie. Wymaga stanowisk słonecznych, gleb przepuszczalnych, zasadowych, najlepiej średnio żyznych lub ubogich. Usuwanie przekwitających kwiatostanów przedłuża kwitnienie.
Roślina rozmnażana głównie z nasion, rzadziej przez podział, zwłaszcza w przypadku roślin osiągających trzeci rok życia (rośliny starsze nie wyglądają tak efektownie). Rozmnażanie przez podział opisywane jest jako trudne i mało wydajne.
Poza formą typową uprawianych jest szereg odmian, m.in.:
- 'Alba'[11] lub 'Albiflorus' – o kwiatach białych[8],
- 'Roseus' – kwiaty różowe[8],
- 'Pretty Betsy' – kwiaty karmonoworóżowe[8],
- 'Coccineus' – kwiaty szkarłatne[8],
- 'Atrococcineus' – kwiaty ciemnopurpurowoczerwone[8].